# I. Anaklét pápa
Szent I. Anaklét vagy Anaklétosz, ritkábban Anenklétosz (latinul: Anacletus/Anencletus), (1. század – 88?) volt a harmadik római egyházvezető Szent Péter és Szent Linusz után 79-től. Valószínűleg Cletus-szal azonos személy, Kaiszareiai Euszebiosz, Szent Iréneusz, Hippói Szent Ágoston és Optatus egyhangúlag azt állítják, hogy ez a két név egy embert takar. A Liber Pontificalis viszont cáfolja az azonosságot.

## Élete
A Liber pontificalis szerint görög eredetű volt, Athénban született, apját Antiochosznak hívták. A római egyház kormányzásában Péter koadjutoraként működött közre. Péter apostol emlékére sírboltot emelt.
Más hagyomány római polgárként tartja számon, aki 12 évig birtokolta a római püspök címet, amikor mártírhalált halt. Földi maradványait a Vatikánban őrzik, a Szent Linus Templomban. Április 26-án tartják ünnepét.

## Művei
- Documenta Catholica Omnia (latin nyelven). (Hozzáférés: 2011. december 6.)